# مرغ مقلد (ترانه)
«مرغ مقلد» (به انگلیسی: Mockingbird) عنوان ترانه‌ای از امینم، خواننده رپ آمریکایی است که در سال ۲۰۰۵ میلادی در ایالات متحده منتشر شد.وی این ترانه را برای  دختر خود خوانده است.
این ترانه یکی از زیبا ترین آهنگ های امینم است.